# Waffenschutz
Waffenschutz bedeutet im Zusammenhang mit dem Studentischen Fechten die Übernahme von Verantwortung für jemand anderen. Damit ist verbunden, dass Geber und Nehmer des Waffenschutzes keine Mensuren miteinander schlagen dürfen. Diese Verantwortung kann viele Formen haben:
- Der Waffenschutz (meist durch den eigenen Bund) ist eine Voraussetzung dafür, Partien schlagen zu dürfen. Unter Waffenschutz steht die Mensur daher auch Nichtkorporierten offen. Der Waffenschutzgeber steht für allfälliges Fehlverhalten gerade. Jeder ehrenwerte Mann, der Waffenschutz genießt, kann Mensuren schlagen, das ist weder auf Korporierte noch auf Studenten beschränkt.
- Im Sinne der Verantwortungsübernahme belegen Korporierte Waffenschutz, wenn sie sich unter der Obhut einer anderen Verbindung einpauken. Grund dafür könnte etwa sein, dass der Betreffende sich nicht in Erreichbarkeit des Hochschulortes seiner Verbindung befindet, oder dass die eigene Verbindung keine entsprechenden Möglichkeiten bieten kann. Dies kann sich auf das reine Einpauken beschränken, es kann aber auch vereinbart werden, dass der Paukant mit den Waffen des Gebers die Mensur schlägt, von diesem sekundiert wird, der Geber die Partie für den Nehmer aushandelt und schließlich den Mensurconvent stellt und damit die Entscheidung über das Ziehen trifft. Sollte die Verbindung des Eingepaukten keine Mensuren erlauben, so kann das Schlagen einer Mensur zum Ausschluss führen, das Einpauken selbst nicht. Dies war früher auch in nichtschlagenden Verbindungen üblich.
- Ist es einem Bund notwendig, Partien in einem Waffenring abzudecken, deren Mitglied er nicht ist, lässt er sich durch einen Mitgliedsbund, der Sitzrecht hat, vertreten. Dieser handelt dann die Partie für ihn aus.
- Da von Füchsen noch kein hinreichendes Fechtvermögen erwartet wird, persönliche Contrahagen zu stehen, genießen sie den Waffenschutz ihres Fuchsmajors oder Leibburschen, der gegebenenfalls für sie zum Schläger greift. Begeben sie sich in die Obhut einer anderen Verbindung, muss diese Waffenschutz erteilen.